# Associação Chinesa de Futebol
A Associação de Futebol da República Popular da China ou vulgarmente conhecida como Associação Chinesa de Futebol (chinês tradicional: 中國足球協會, chinês simplificado: 中国足球协会, pinyin: Zhōngguó Zúqiú Xiéhuì) (em inglês:  Chinese Football Association, CFA),  é o órgão dirigente do futebol da República Popular da China, responsável pela organização dos campeonatos disputados no país, bem como as partidas da seleção nacional em diferentes categorias. Foi fundada em 1924 e é filiada à Federação Internacional de Futebol (FIFA) e à Confederação Asiática de Futebol (AFC) desde 1931 e 1974, respectivamente.
O presidente atual da entidade é Cai Zhenhua, e a sede fica localizada na capital do país, Pequim.
Em 1994, a CFA criou o primeiro campeonato da liga profissional, dividido em duas categorias (Jia A e Jia B). Em 2004, a Jia A passou a se chamar Super Liga Chinesa.